# Distretto di Kaeng Khro
Il distretto di Kaeng Khro (in thailandese: แก้งคร้อ) è un distretto (amphoe) della Thailandia, situato nella provincia di Chaiyaphum.